# Барон Бреретон
Барон Бреретон из Лейлина, Карлоу (англ. Baron Brereton of Leighlin in the County of Carlow) — аристократический титул, созданный 11 мая 1624 года в пэрстве Ирландии для сэра Уильяма Бреретона, представителя старинного рыцарского рода из Чешира, владевшего также поместьем недалеко от Олд-Лейлина. Предположительно сэр Уильям заплатил за баронство 1500 фунтов стерлингов по существовавшей тогда стандартной ставке. В 1631 году ему наследовал внук, тоже Уильям. После смерти в 1722 году бездетного 5-го барона Фрэнсиса Бреретона титул перешёл в состояние ожидания.

## Бароны Бреретон
- Уильям Бреретон, 1-й барон Бреретон (1550—1631)[4];
- Уильям Бреретон, 2-й барон Бреретон (1611—1664);
- Уильям Бреретон, 3-й барон Бреретон (1631—1680);
- Джон Бреретон, 4-й барон Бреретон (1659—1718)[5];
- Фрэнсис Бреретон, 5-й барон Бреретон (1662—1722)[6].